# هيو ترمبل
هيو ترمبل (بالإنجليزية: Hugh Trumble)‏ (و. 1867 – 1938 م) هو لاعب كريكت، ومصرفي أسترالي، ولد في Collingwood, Victoria ‏، توفي في Hawthorn, Victoria ‏، عن عمر يناهز 71 عاماً.

## جوائز
حصل على جوائز منها:
لاعب كريكت ويسدن للسنة ‏